# 新城州
新城州，中国唐朝时设置的州。
总章元年（668年）置，治所在今辽宁省抚顺市北高尔山。仪凤二年（677年）至开元二年（714年）为安东都护府治。至德（756年—758年）后废。